# Tower Hamlets Cemetery
Tower Hamlets Cemetery – auch The City of London and Tower Hamlets Cemetery oder Bow Cemetery – ist ein Friedhof im Londoner East End im London Borough of Tower Hamlets. Er liegt nahe der U-Bahn-Station Mile End.
Im Jahre 1841 wurde der Friedhof als letzter der Magnificent Seven gegründet und 1966 für Beerdigungen geschlossen. Seit 1986 befindet sich die Anlage im Besitz des London Borough of Tower Hamlets. Sieben Gebäude und Grabdenkmäler stehen im nationalen Register schützenswerter Gebäude und somit unter Denkmalschutz. Insgesamt befinden sich über 350.000 Grabstätten auf dem Friedhof.
Seit Mai 2000 ist der Friedhof ein Naturreservat. Er wurde um weitere Flächen einschließlich Scrapyard Meadow zu einem Park erweitert. Eine Wiedereröffnung des Friedhofes als multikonfessionelle Begräbnisstätte des 21. Jahrhunderts ist immer wieder in der Diskussion.

## Gräber bekannter Persönlichkeiten
- Rees Ralph Llewellyn — führte die Autopsie an Mary Ann Nichols durch, dem ersten Opfer von Jack the Ripper
- Alexander Hurley — Sänger und Comedian, zweiter Ehegatte von Marie Lloyd
- John „White Hat“ Willis — erster Eigner der Cutty Sark
- Will Crooks — Trade union-Mitglied und erster Labour-Bürgermeister von Poplar
- Hannah Maria Purcell — Witwe von William Purcell, Schiffszimmermann der Bounty
- Major John Buckley VC - Verteidiger des Magazins in Delhi beim Sepoy-Aufstand 1857
- einige Opfer des Bethnal Green Unglücks